# كريستيل لورا الدويبي
كريستيل لورا الدويبي هي متزلجة جزائرية وُلدت في 24 نوفمبر 1985 في غرونوبل بفرنسا، ومثلت الجزائر في دورة الألعاب الأولمبية الشتوية عام 2006.

## المشاركات
شاركت كريستيل لورا الدويبي في دورة الألعاب الأولمبية الشتوية، والتي أقيمت في مدينة تورينو بإيطاليا، وكانت كريستيل لورا الدويبي هي اللاعبة الإفريقية الوحيدة في البطولة، حيث شاركت في منافسات سباق المنحدر وسباق المنحدر المتعرج، ولكنها اضطرت للانسحاب من سباق التعرج العملاق بعد تعرضها لإصابة في الكاحل على إثر سقوطها أثناء التدريب لتحتل بذلك المرتبة الحادية والخمسين في سباق التعرج العملاق، على حين احتلت المرتبة الأربعين في سباق المنحدر بعدما أنهت السباق في زمن قدره 68،09،2 دقيقة.